# Aïn Soltane (Saïda)
Aïn Soltane (em árabe: عين السلطان) é uma comuna localizada na província de Saïda, Argélia. De acordo com o censo de 2008, a população total da cidade era de 6 920 habitantes.